# Geraldo João Paulo Roger Verdier
Dom Geraldo João Paulo Roger Verdier (Gérard Verdier, Alban, 28 de março de 1937 - Porto Velho, 22 de outubro de 2017) foi um religioso católico franco-brasileiro, bispo emérito de Guajará-Mirim, Rondônia.
Geraldo foi ordenado diácono em 29 de junho de 1962 e padre em 30 de março de 1963, na França. Veio como missionário para o Brasil na década de 1970, tendo-se instalado na diocese de Guajará-Mirim em 1975.
Foi nomeado pela Santa Sé como bispo da recém-criada Diocese de Guajará-Mirim em 31 de julho de 1980. Recebeu a ordenação episcopal em 25 de outubro de 1980, através do arcebispo Carmine Rocco, núncio apostólico do Brasil. Os co-consagrantes foram Dom João Batista Costa, bispo de Porto Velho, e Dom Luiz Roberto Gomes de Arruda, prelado-emérito de Guajará-Mirim.
D. Geraldo foi autor de Paixão pela Amazônia e membro da Academia Guajaramirense de Letras.
Renunciou em 8 de dezembro de 2011, permanecendo como bispo-emérito da diocese. Dom Geraldo tinha viajado para realizar exames de rotina na capital de Rondônia, quando teve um AVC no dia 17 de outubro de 2017. Foi hospitalizado em estado grave, vindo a óbito na manhã do dia 22.